# NGC 5193A
NGC 5193A је лентикуларна галаксија у сазвежђу Кентаур која се налази на NGC листи објеката дубоког неба.
Деклинација објекта је - 33° 14' 23" а ректасцензија 13h 31m 49,1s. Привидна величина (магнитуда) објекта NGC 5193 износи 13,0 а фотографска магнитуда 14,0. NGC 5193A је још познат и под ознакама ESO 383-14, MCG -5-32-36, PGC 47568.